# Silk Stalkings
Silk Stalkings (Medias de seda o Crímenes de seda en español) es una serie de televisión estadounidense de drama policíaco que se estrenó en la cadena CBS el 7 de noviembre de 1991, como parte del paquete de programación Crimetime After Primetime de la mencionada cadena de televisión. Transmitida por dos temporadas hasta que la CBS clausuró la franja Crimetime en junio de 1993, las seis temporadas restantes se presentaron exclusivamente en USA Network hasta el final de la serie en abril de 1999. Fue la serie de mayor duración del creador Stephen J. Cannell.
La serie retrata la vida cotidiana de dos detectives que resuelven crímenes de pasión basados en la sexualidad entre los habitantes millonarios de Palm Beach, Florida. La mayoría de los episodios fueron filmados en San Diego, California, mientras que otros fueron filmados en Scottsdale, Arizona.
En 1995, los personajes interpretados por Rob Estes y Mitzi Kapture fueron retirados del reparto. Nick Kokotakis y Tyler Layton se hicieron cargo de los papeles principales. Los fanáticos de la serie no acogieron a los nuevos personajes y fueron reemplazados después de esa temporada por Chris Potter y Janet Gunn. Gunn había interpretado anteriormente a una secretaria arrestada por asesinato en la tercera temporada de la serie.

## Elenco

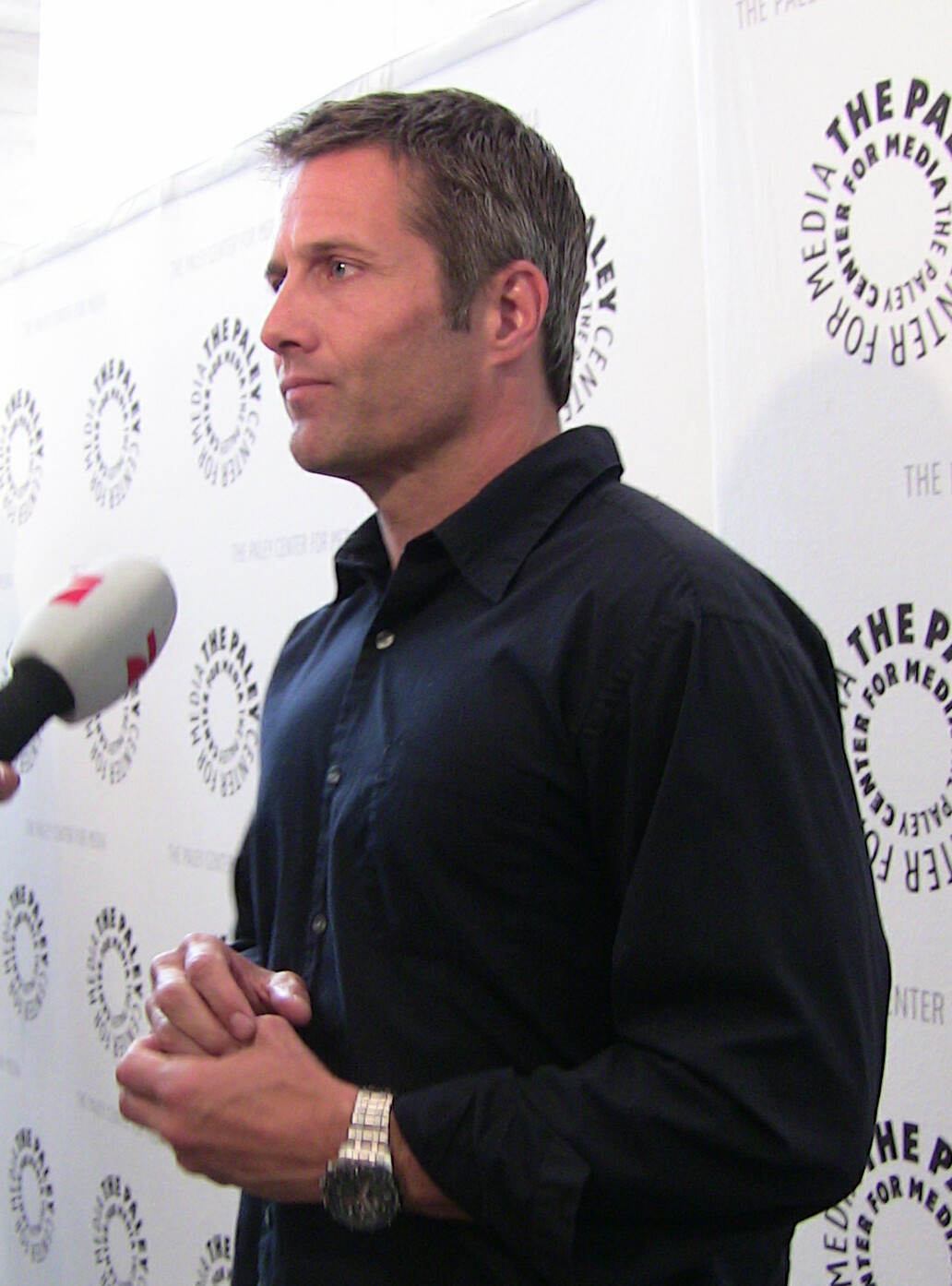
Rob Estes encarnó al sargento Chris Lorenzo entre 1991 y 1995.

- Mitzi Kapture como Rita Lee Lance (1991–1995).
- Rob Estes como Chris Lorenzo (1991–1995).
- William Anton como George Donovan (1991–1996).
- Ben Vereen como Ben Hutchinson (1991–1993).
- Robert Gossett como Hudson (1992–1994).
- Charlie Brill como Harry Lipschitz (1993–1999).
- Nick Kokotakis como Michael Price (1996).
- Tyler Layton como Holly Rawlins (1996).
- Chris Potter como Tom Ryan (1996–1999).
- Janet Gunn como Cassandra "Cassy" St. John (1996–1999)
- Jamie Rose como Jasmine/Catherine Hayworth/Patricia von Barrow/Jacqueline "Jackie" Webster.
- Dennis Paladino como Donnie "Dogs" DiBarto (1992–1994).
- John Byner como Cotton Dunn (1992–1994).
- Raye Birk como Atticus Dunn (1994–1995).
- Mitzi McCall como Frannie Lipschitz (1994–1999).